# 1252 en santé et médecine
| Années de la santé et de la médecine : 1249 - 1250 - 1251 - 1252 - 1253 - 1254 - 1255    |
| Décennies de la santé et de la médecine : 1220 - 1230 - 1240 - 1250 - 1260 - 1270 - 1280 |

Cet article présente les faits marquants de l'année 1252 en santé et médecine.

## Événements

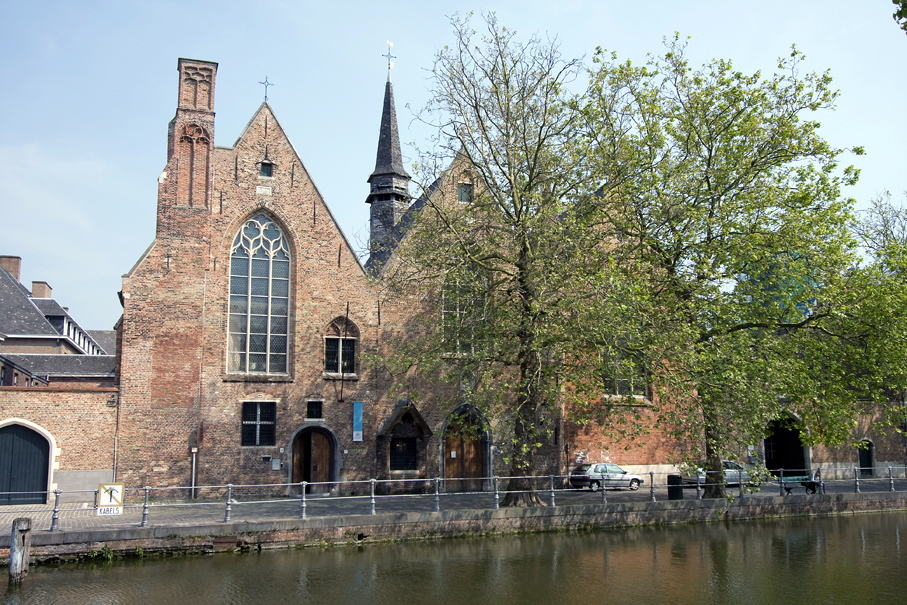
Bruges
Notre-Dame-de-la-Poterie

- Fondation par Mathieu de Montmirail de l'hospice de La Ferté-Gaucher, en Brie champenoise[1].
- À Martel en Quercy, « d'après un inventaire de 1632, l'hôpital Saint-Marc existe déjà[2] ».
- Fondation à Valence, en Provence, de l'hôpital Saint-Guillaume, confié aux trinitaires et disparu en 1444[3].
- Fondation à Fécamp, en Normandie, par un certain Guillaume d'Hougerville, d'un hôpital des pauvres, futur hôpital Saint-Antoine[4].
- Les chevaliers teutoniques reçoivent en donation l'hôpital de Marbourg, alors encore en Thuringe, qu'ils placent sous l'invocation d'Élisabeth de Hongrie, sa fondatrice en 1228, et qu'ils destinent en partie aux soins de leurs blessés, comme ils le font de leurs hôpitaux de Prusse[5].
- Première mention de l'hôpital de la Poterie de Bruges, en Flandre[6], dans une charte de l'archevêque de Reims, qui le qualifie de « maison et hôpital des pauvres honteux[7] ».
- 1252-1253 : fondation par Geoffroi de Pontual, évêque de Saint-Malo, d'une maison-Dieu sise au lieu-dit La Licorne, qui sera transférée en 1607 ou 1612 sur les terrains alors libérés par le sanitat, et qui est aux origines de l'actuel centre hospitalier de la ville[8],[9].

## Personnalités
- Fl. Pierre, barbier, qui « se donne, lui et ses biens, à l'abbaye de Pontigny[10] ».
- Fl. Bertrand Bossa et Pierre Ruphi, barbiers à Montpellier[11].
- 1252-c.1262 : fl. Pierre Lombard, médecin d'Amédée IV, comte de Savoie[10].
- c.1252-1272 : fl. Moïse ben Samuel ibn Tibbon, fils de Samuel ibn Tibbon, qui, outre des ouvrages de philosophie et de mathématiques, traduit « certains livres médicaux d'Averroès, le Petit canon d'Avicenne (1272), les Aphorismes d'Hippocrate, l'Introduction à la médecine de Johannitius, l'Antidotaire et le Livre de la division et de la distinction de Rhazès, Le Viaticum peregrinanti d'Ibn al-Gezzar, la Diététique [et les traités sur les poisons, la constipation et les hémorroïdes] de Maïmonide[10] ».
- 1252-1292 : fl. Nicolas Barbier, Jean Engles, Pierre Arnaut, Jean de Navarra et Pierre de Montbellian, barbiers à Montpellier[11].

## Décès
- Richard de Wendovre (né à une date inconnue), médecin du pape Grégoire IX[10].